# Celso Bastos
Celso Ribeiro Bastos Filho (Brasília, 16 de junho de 1966) é um violonista, arranjador e compositor de Música Popular Brasileira (MPB). Bacharel em violão e licenciado em música pela Universidade de Brasília (UnB), além de ser mestre no assunto pela Universidade Federal de Goiás (UFG), decidiu criar, em 1996, Alma Brasileira Trio, formado por Ocelo Mendonça (violão) e Toinho Alves  (flauta).
Seu primeiro álbum foi lançado em 2003 com músicas de cantores já consagrados como Tom Jobim e Edu Lobo. O nome do grupo, por sua vez, foi criado em homenagem ao compositor Heitor Villa-Lobos.

## Biografia
Nascido em Brasília, no Distrito Federal, Celso possui duas formações acadêmicas no ramo da música: na Universidade de Brasília (UnB) foi bacharel em violão e licenciado em música; além de ser mestre na área pela Universidade Federal de Goiás (UFG). Desde 1993, é docente da Escola de Música de Brasília, dando aulas sobre as matérias teóricas, assim como, a tecnologia relacionada a música, arranjo, musica popular e violão.
Em 1996, devido a sua experiência em violão e arranjo, uniu-se com Ocelo Mendonça e Antônio Alves (Toinho Alves), profissionais em violão e flauta, respectivamente; fundando o trio musical Alma Brasileira Trio, nome criado em homenagem ao compositor Heitor Villa-Lobos. Sete anos mais tarde, lançou o álbum com a nomenclatura do grupo incluindo canções já conhecidas como "Passarim", de Tom Jobim; além de "Zanzibar", de Edu Lobo.

## Discografia
- 2003: Alma Brasileira Trio